# هیئت تحریریه

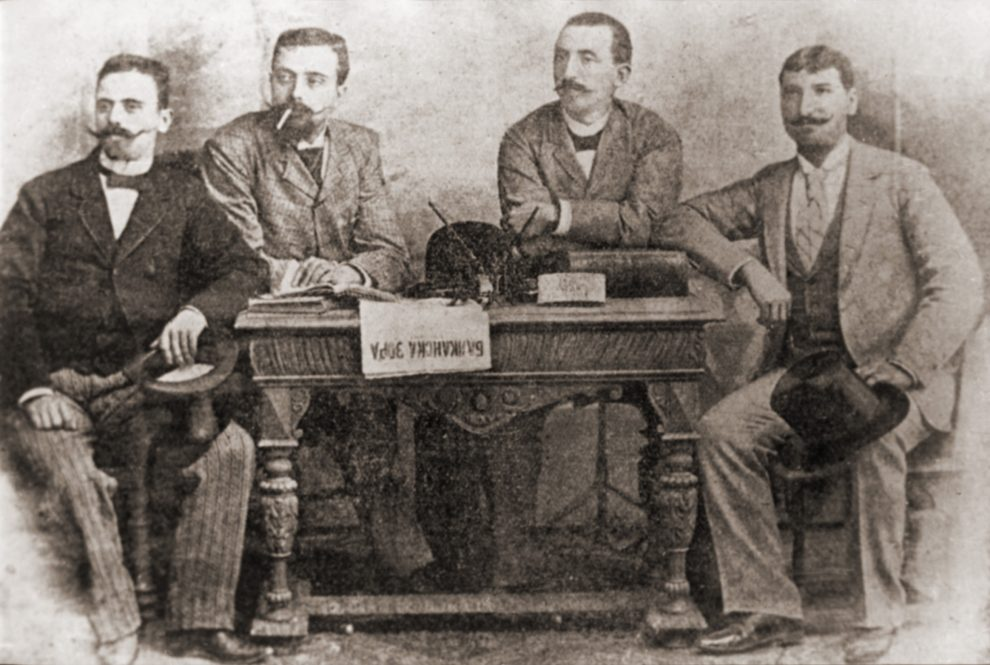
نام پرونده:Balkanska Zora Editorial Board.jpg توضیحات: تیم تحریریه "بالکانسکا زورا". دکتر نیکولا گنادیف، خاریتون گنادیف، ایوان استویانوویچ، ولادیمیر ندلف.

هیئت تحریریه به گروهی از افرادی که در یک نشریه خط مشی سرمقاله نشریه را تعیین می‌کنند، گفته‌می‌شود. تقریباً همه ژورنال‌های دانشگاهی، هیئت تحریریه‌ای متشکل از دانشگاهیان بدون دستمزد دارند.